# Lofzang van Zacharias
De lofzang van Zacharias (Latijn Canticum Zachariæ) is een hymne die Zacharias uitsprak na de geboorte van zijn zoon Johannes de Doper, nadat hij enige tijd niet kon spreken (Lucas 1:68-79).
Dit gezang wordt gerekend tot de Bijbelse cantieken. De Lofzang van Zacharias wordt in het getijdengebed gezongen tijdens de Lauden, zoals het Magnificat (de Lofzang van Maria) wordt gezongen tijdens de Vespers en het Nunc Dimittis (de Lofzang van Simeon) tijdens de Completen.
De lofzang is tevens opgenomen in het boek Oden.

## Tekst
De tekst uit de Latijnse Vulgaat naast die van de Nieuwe Bijbelvertaling:
| Latijnse tekst | Nederlandse vertaling |
| --- | --- |
| Benedictus Dominus Deus Israel quia visitavit et fecit redemptionem plebis suae. Et erexit cornu salutis nobis in domo David pueri sui. Sicut locutus est per os sanctorum, qui a sæculo sunt, prophetarum eius, Salutem ex inimicis nostris, et de manu omnium, qui oderunt nos. Ad faciendam misericordiam cum patribus nostris et memorari testamenti sui sancti. Iusiurandum, quod iuravit ad Abraham patrem nostrum daturum se nobis, ut sine timore, de manu inimicorum nostrorum liberati, serviamus illi. In sanctitate et justitia coram ipso omnibus diebus nostris. Et tu puer, Propheta Altissimi vocaberis præibis enim ante faciem Domini parare vias eius. Ad dandam scientiam salutis plebi eius in remissionem peccatorum eorum. Per viscera misericordiæ Dei nostri in quibus visitavit nos oriens ex alto. Illuminare his, qui in tenebris, et in umbra mortis sedent ad dirigendos pedes nostros in viam pacis. | Geprezen zij de Heer, de God van Israël, hij heeft zich om zijn volk bekommerd en het verlost. Een reddende kracht heeft hij voor ons opgewekt uit het huis van David, zijn dienaar, zoals hij van oudsher heeft beloofd bij monde van zijn heilige profeten: bevrijd zouden we worden van onze vijanden, gered uit de greep van allen die ons haten. Zo toont hij zich barmhartig jegens onze voorouders en herinnert hij zich zijn heilig verbond: de eed die hij gezworen had aan Abraham, onze vader, dat wij, ontkomen aan onze vijanden, hem zonder angst zouden dienen, toegewijd en oprecht, altijd levend in zijn nabijheid. En jij, kind, jij zult genoemd worden: profeet van de Allerhoogste, want voor de Heer zul je uit gaan om de weg voor hem gereed te maken, en om zijn volk bekend te maken met hun redding door de vergeving van hun zonden. Dankzij de liefdevolle barmhartigheid van onze God zal het stralende licht uit de hemel over ons opgaan en verschijnen aan allen die leven in duisternis en verkeren in de schaduw van de dood, zodat we onze voeten kunnen zetten op de weg van de vrede. |